# Lepidomenia
Lepidomenia is een geslacht van wormmollusken uit de  familie van de Lepidomeniidae.

## Soorten
- Lepidomenia harpagata Salvini-Plawen, 1978
- Lepidomenia hystrix Marion & Kowalevsky, 1885
- Lepidomenia swedmarki Salvini-Plawen, 1985